# فانتيزي
فانتيزي هو نوع من الموسيقى التركية يكون باللغة التركية وفقًا لتقاليد الشعب التركي. وتسمى أيضًا بالأغاني الشعبية أو الموسيقى الشعبية الحضرية، كما كان له العديد من الأشكال على مر السنين. أُتبع الفانتيزي بعد اشتهار الموسيقى الكلاسيكية التركية وموسيقى الكانتو. حيث كانت تهيمن عليها الموسيقى الشعبية التركية. عند استخدامه في السياق، فإنه يشير في الغالب إلى الشكل الذي اتخذته في الفترة من 1920 إلى 1980. وهي أعمال صوتية ظهرت في القرن العشرين، بأسلوب حر، وعادةً ما تحتوي على عدة أجزاء، كل جزء يتألف من إيقاع أو طريقة مختلفة. أهم الرقصات والإيقاعات التركية المتوافقة مع الفانتيزي هي السيفتتلي، السيرتا (رقصة)، هواء كشك (الفزاني)، رقصة الزيبق، الهزابيكو، الكلمتياموس (دور هندي)، الكارسيلاماس، المقسوم، البلدية، الفالس، الأيوبي، الملفوف، الصعيدي، المصمودي، الفلاحي، الكراشي، الخليجي.).

## الفنانين
|                                        |  |  |
| أيميل ساين · بولنت ارسوي · سيبل جان    |  |  |
|                                        |  |  |
| أبرو غوندش · معزز أباجي · مليحة جولسيس |  |  |

| الملحنين: - صدر الدين كاينك - بيمان شن - رفيق فرسان - يساري عاصم ارسوي - دراميلي حسن جولار | المغنين: - زكي موران - أمل ساين - بولنت ارسوي - جونول يزار - سيبل جان - سيدا سايان - أبرو غوندش - جوشكون صباح - نسرين صباحي - معزز أباجي - مليحة جولسيس |

## وصلات خارجية
- http://www.notaarsivleri.com/arama.html؟kelime=fantezi